# 1877년 타협
1877년 타협(Compromise of 1877)은 1876년 미국 대통령 선거에서 발생했던 격한 논란을 해결한 비공식적이고, 문서화되지 않은 협상이다. 이 타협안은 연방의 군대를 남부 주로부터 철수시키고, 재건의 시기를 끝내자는 것이었다. 그 타협안을 통해서, 공화당 러더퍼드 헤이스는 새뮤얼 J. 틸던에게 대통령 선거에서 이길 수 있었다. 헤이스가 사우스캐롤라이나, 플로리다, 그리고 루이지애나에서 공화당이 주도하는 정부의 생존을 위한 지지 기반이 되는 연방 군대를 철수 시킨다고 이해를 했던 것이었다. 그 타협은 선거 위원회의 효력을 발생시키는 결정을 한 하원을 장악한 민주당원들과 관련되었다. 은퇴하는 대통령인 공화당원 율리시즈 그랜트 대통령은 플로리다에서 군인들을 철수시켰고, 헤이스 대통령도 남아있는 부대를 사우스캐롤라이나와 루이지애나에서 철수시켰다. 군대가 철수한 후 많은 백인 공화당원들도 떠나갔고, 민주당 리디머들이 주도권을 장악했다. 정확한 것은 문서가 없는 관계로 다소 논란이 있다. 흑인 역사학자들은 종종 이것을 ‘엄청난 배반’이라고 부른다.

## 타협 조건
민주당원은 틸던이 사기를 쳤다고 격하게 항의했다. 워싱턴으로 행진하기로 되어 있는 무장 군인들에 대한 회담이 있었다. 그랜트 대통령은 대신 경비를 강화했고, 아무도 워싱턴으로 행군하지 않았다.
타협은 기본적으로 남부 민주당이 대통령으로서 헤이스를 인정한다고 언급되어 있었지만, 공화당은 단지 특정 요구 사항을 충족시키는 것이라고 이해를 했다. 다음 요소는 타협안에 나온 핵심이라고 언급되는 것들이다.
1. 이전 연합국에서 모든 연방군의 철수. (군대는 루이지애나, 사우스 캐롤라이나 주, 그리고 플로리다에 유일하게 남아있었지만, 타협안에서 과정을 확정한 것이다.)
2. 헤이스 행정부에 적어도 한 명의 남부 민주당원의 임명. (테네시 데이비드 M. 키가 우편부 장관이 되었다.)
3. 남부에 텍사스와 태평양(이것은 최종 타협을 주도하여 프로세스를 시작한 토마스 A. 스콧에 의해 제안된 "스콧 계획"의 일부가 되었다)을 이용하여 또 다른 대륙 횡단 철도의 건설.
4. 남부의 산업화하고, 남북 전쟁 동안 끔찍한 유실 후 자력갱생할 수 있는 것을 돕기 위한 법제화.
5. 평화적으로 헤이스 대통령을 받아 들인다.